# Джон Г'юз
Джон Г'юз (англ. John Hughes; 18 лютого 1950, Лансінг — 6 серпня 2009, Нью-Йорк) — американський режисер, сценарист і продюсер, що написав сценарії до всіх фільмів з серії «Сам удома».

## Біографія
Народився місті Лансинг, штат Мічиган. В 1968 році він закінчив школу «Glenbrook North» в місті Нортбрук, штат Іллінойс. Нортбрук став прототипом міста Шермер, в якому відбувається дія деяких з його фільмів (Шермервіль — початкова назва цього містечка).
Джон Г'юз почав свою кар'єру сценариста 1979 у році з написання сценаріїв до телесеріалів і комедійних фільмів. 1984 року вийшла його перша режисерська робота — молодіжна комедія «Шістнадцять свічок», до якої він також написав сценарій.
Найвідомішим фільмом, в створенні якого взяв участь Г'юз, стала перша частина комедії «Сам удома», для якої він написав сценарій і виступив як продюсер. «Сам удома» став одним з найуспішніших фільмів 1990 року і приніс популярність Макколею Калкіну, що зіграв 8-річну дитину, яку забули узяти на різдвяні канікули. Картина зібрала у світовому прокаті майже 500 мільйонів доларів і поставила рекорд за зборами в США серед художніх комедійних картин.
Пізніше Г'юз написав сценарії до трьох продовжень «Сам удома», жодне з яких не змогло побити популярність оригінальної картини. Також Г'юз написав сценарії до фільмів «Бетховен», «101 далматинець», «Флаббер» і багатьох інших. Останньою режисерською роботою Г'юза стали «Кучерява Сью» з Джеймсом Белуші в головній ролі, яка вийшла на кіноекрани в 1991 році.
Г'юз помер від серцевого нападу 6 серпня 2009 в Нью-Йорку, куди режисер приїхав, щоб відвідати друзів. Після смерті у нього залишилася вдова Ненсі, з якою Г'юз прожив 39 років, двоє синів і четверо онуків.

## Фільмографія

### Режисер
- «Шістнадцять свічок» (1984)
- «Клуб „Сніданок“» (1985)
- «Чудернацька наука» (1985)
- «Вихідний день Ферріса Бюллера» (1986)
- «Літаком, потягом та автомобілем» (1987)
- «У неї буде дитина» (1988)
- «Дядечко Бак» (1989)
- «Кучерява Сью» (1991)

### Сценарист
- «Канікули» (1983)
- «Містер мама» (1983)
- «Шістнадцять свічок» (1984)
- «Відпустка в Європі» (1985)
- «Клуб „Сніданок“» (1985)
- «Чудернацька наука» (1985)
- «Красуня у рожевому» (1986)
- «Вихідний день Ферріса Бюллера» (1986)
- «Дещо дивовижне» (1987)
- «Літаком, потягом та автомобілем» (1987)
- «Добре на природі» (1988)
- «У неї буде дитина» (1988)
- «Різдвяні канікули» (1989)
- «Дядечко Бак» (1989)
- «Сам удома» (1990)
- «Датч» (1991)
- «Кучерява Сью» (1991)
- «Як зробити кар'єру» (1991)
- «Бетховен» (1992)
- «Сам удома 2: Загублений у Нью-Йорку» (1992)
- «Денніс-мучитель» (1993)
- «Немовля на прогулянці» (1994)
- «Диво на 34-й вулиці» (1994)
- «101 далматинець» (1996)
- «Флаббер» (1997)
- «Сам удома 3» (1997)
- «Бетховен 3» (2000)
- «Прибульці в Америці» (2001)
- «Покоївка з Мангеттену» (2002)

### Продюсер
- «Шістнадцять свічок» (1984)
- «Красуня у рожевому» (1986)
- «Вихідний день Ферріса Бюллера» (1986)
- «Дещо дивовижне» (1987)
- «Літаком, потягом та автомобілем» (1987)
- «У неї буде дитина» (1988)
- «Дядечко Бак» (1989)
- «Сам удома» (1990)
- «Датч» (1991)
- «Кучерява Сью» (1991)
- «Зрозуміє тільки самотній» (1991)
- «Як зробити кар'єру» (1991)
- «Сам удома 2: Загублений у Нью-Йорку» (1992)
- «Денніс-мучитель» (1993)
- «Немовля на прогулянці» (1994)
- «Диво на 34-й вулиці» (1994)
- «101 далматинець» (1996)
- «Флаббер» (1997)
- «Сам удома 3» (1997)